# Ист Флат Рок (Северна Каролина)
Ист Флат Рок (енгл. East Flat Rock) насељено је место без административног статуса у америчкој савезној држави Северна Каролина.

## Демографија
По попису из 2010. године број становника је 4.995, што је 844 (20,3%) становника више него 2000. године.
| Група             | 2000.         | 2010.         |
| Белци             | 3.335 (80,3%) | 3.509 (70,3%) |
| Афроамериканци    | 128 (3,1%)    | 206 (4,1%)    |
| Азијати           | 12 (0,3%)     | 33 (0,7%)     |
| Хиспаноамериканци | 621 (15,0%)   | 1.121 (22,4%) |
| Укупно            | 4.151         | 4.995         |